# Dany Snobeck
Dany Snobeck, né le 2 mai 1946 à Tomblaine (Meurthe-et-Moselle), est un pilote automobile français, courant aussi bien en rallye que sur circuit.

## Biographie
En 1972, il s'attaque aux rallyes et de 1973 à 1976, à la Formule Renault Europe. Didier Pironi remporte le championnat de Formule Renault Europe 1976 devant Alain Cudini puis Dany Snobeck, suivent Marc Sourd, Richard Dallest, Jean Ragnotti, ou encore un certain futur champion Alain Prost.
Dany Snobeck, créer son entreprise à côté du circuit de Magny-Cours. Il fonde cette société « Snobeck-Groupement Sportif Mécanique » en 1978, société qui deviendra Snobeck Racing Service en 1980.
Après avoir créé son écurie AS Events en 2004 pour participer au Championnat de France FFSA GT, il la cède en 2009 à de nouveaux investisseurs qui la rebaptisent Luxury Racing.
Ses meilleurs résultats au Championnat du monde des rallyes ont été une 6e place au rallye automobile Monte-Carlo en 1982, et une 7e en 1985.
De 2001 à 2003, Dany Snobeck prend la direction du circuit de Dijon-Prenois.

## Palmarès
(9 victoires en Championnat de France des rallyes)
- 2012 : vainqueur du rallye Lyon-Charbonnières, et devient recordman de l'épreuve;
- 2011 : vainqueur du rallye Lyon-Charbonnières et du rallye du Limousin (4e du championnat de France);
- 2010 : vainqueur du rallye du Mont-Blanc;
- 2009 : vainqueur du rallye Lyon-Charbonnières et du rallye Ain Jura. 10e du rallye de Catalogne. Participation en Super Série FFSA au volant d'une Ferrari F430 GT3;
- 2008 : champion de France des rallyes (à 62 ans) sur Peugeot 307 WRC, en remportant 3 manches : le rallye Lyon-Charbonnières, le rallye du Mont-Blanc et le rallye du Var. Vainqueur du rallye Ain Jura (course nationale); 
  - 2007 : participation au rallye du Var et au rallye Alsace-Vosges;
  - 2001: 2e des Ice Race Series International (I.R.S.I. FIA) sur Seat Cordoba[3] (2 victoires sur 4 épreuves: 24 Heures de Chamonix (1re manche du championnat), et Kuoplo (en Finlande, 4e manche du championnat))
- 1994 à 2001 : vainqueur à cinq reprises des 24 Heures de Chamonix, sur Opel Astra (1994 et 1995), Opel Tigra (1999 et 2000), et Seat Cordoba (2001);
- 1994 : vainqueur du Trophée Andros sur Mercedes 190;
- 1993 : vainqueur du Trophée Andros sur Mercedes 190;
- 1984 : champion de France Production sur Alfa Romeo Alfetta GTV6, 2e des 24 Heures de Spa avec Alain Cudini et Thierry Tassin;
- 1984 : vainqueur des 500 kilomètres de Vallelunga en ETCC avec Cudini;
  - 1982 : 3e du Championnat de France Production (Alfa Romeo), 5e des 24 heures du Mans et 6e du rallye Monte-Carlo;
  - 1981 : 7e du Championnat de France Production (Alfa Romeo);
- 1980 : champion de France Production sur Ford Escort RS2000;
- 1979 : champion de France Production sur Ford Capri III 3.0S; 
  - 1977 : 3e du Championnat d'Europe Formule Renault Europe;
  - 1974 : vice-champion de France de Formule Renault sur Martini Mk 14;
  - 1971 : 2e de la Coupe Gordini, sur Renault 12 Gordini.

## Galerie d'images

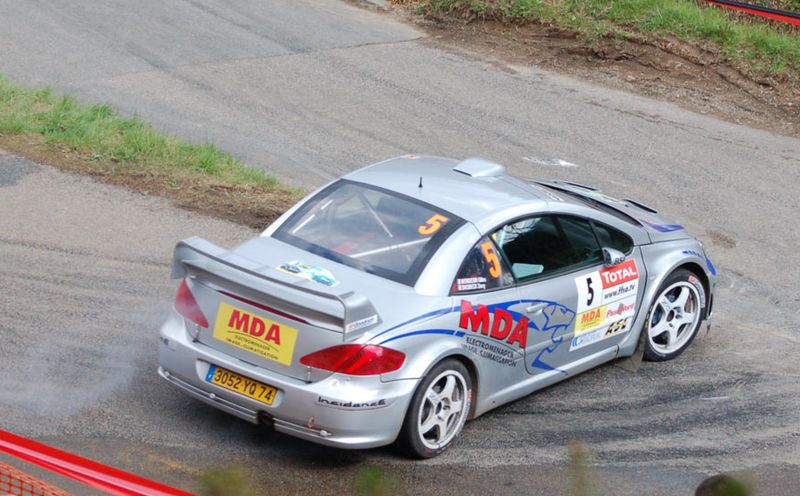
Dany Snobeck au Lyon-Charbonnières 2008.
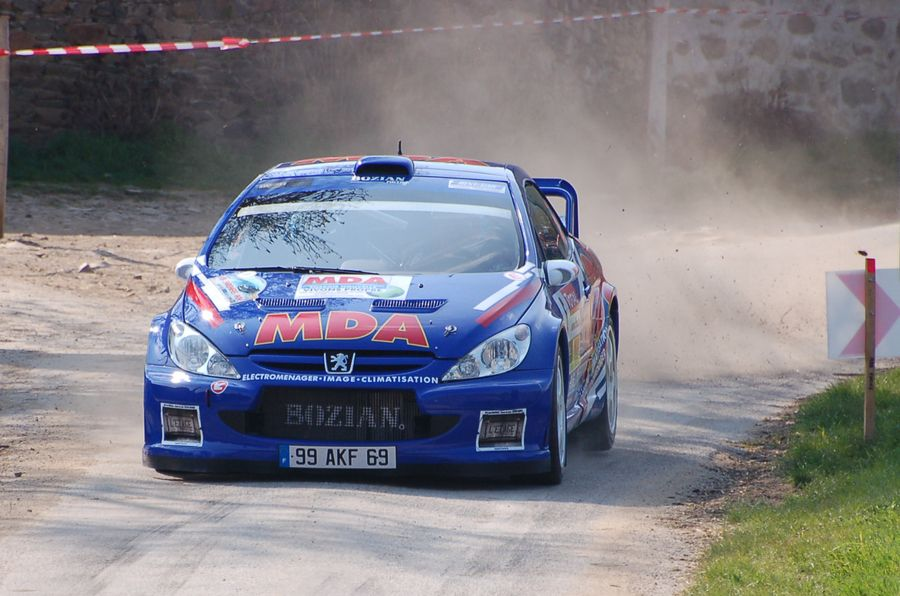
Dany Snobeck au Lyon-Charbonnières 2009.
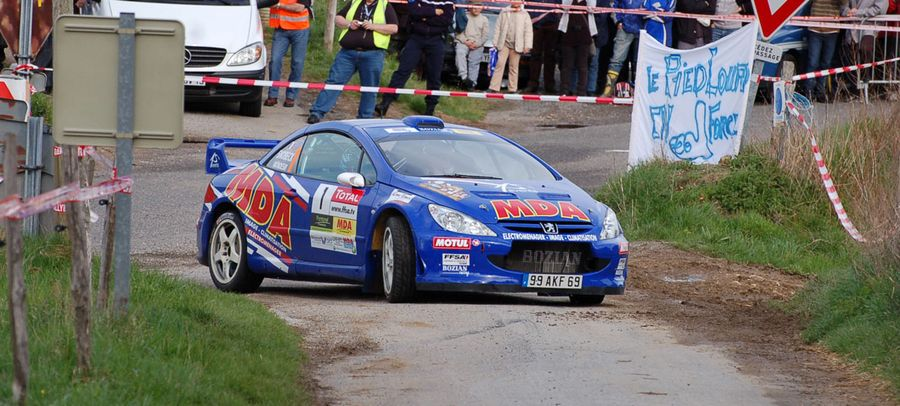
Dany Snobeck au Lyon-Charbonnières 2010.